# Viedma
Viedma is de hoofdstad van de Argentijnse provincie Rio Negro. Tevens is de stad de hoofdstad van bestuurlijke gebied Adolfo Alsina. De stad telt 47.246 inwoners (2001) en ligt aan de zuidelijke oever van de Rio Negro, 30 kilometer voor de monding in de zee en 960 km van Buenos Aires via de National Route 3.
Samen met de stad Carmen de Patagones aan de overkant van de rivier in de provincie Buenos Aires is het de oudste nederzetting in Patagonië, gesticht door Francisco de Viedma y Narvaez, onder de naam: Nuestra Senora del Carmen op 22 april 1779.
Tijdens de Conquista del desierto werd de stad de hoofdstad van Patagonië. Later, toen Patagonië verdeeld werd in meerdere kleine gedeelten, werd het de hoofdstad van de provincie Rio Negro. Alvaro Barros veranderde in 1879 de naam van de stad in Viedma. Tijdens een enorme overstroming in 1900 werd Choele Choel tijdelijk de hoofdstad van Rio Negro, maar Viedma werd snel als hoofdstad hersteld.
Tijdens het presidentschap van Raul Alfonsin ontstond het idee om de federale hoofdstad van Argentinië van Buenos Aires naar Viedma te verplaatsen, maar dit is nooit gebeurd. De belangrijkste economische activiteiten rondom de Valle Inferior richten zich vooral op vee en het verbouwen van uien, maïs en alfalfa. Vanaf het Gobernador Castello Airport (IAT: VDM, ICAO: SAVV) vinden vluchten plaats naar Buenos Aires, Neuquén, Bariloche, Puerto Madryn, Trelew, Comodoro Rivadavia, Mar del Plata en andere steden in Argentinië. Het ligt 6 km buiten de stad en vervoert jaarlijks 30.000 passagiers. 30 km stroomafwaarts van Viedma, aan de Atlantische kust, is het El Condor beach resort een veel bezocht toeristisch strand.
De stad is sinds 1934 de zetel van het rooms-katholieke bisdom Viedma.

## Geboren
- Alejandro Borrajo (1980), wielrenner
- Juan Manuel Martínez (1985), voetballer